# 安藤誠之
安藤 誠之（あんどう まさゆき、1983年8月8日 - ）は、日本のボーカリスト、作詞家、作曲家、シンガーソングライター、音楽プロデューサー。

## 略歴
2005年春、駒澤大学在学中、デモテープをきっかけに音楽事務所ビーイングが運営する「Being音楽振興会（現:Being Music School）」に入学。B'zの稲葉浩志や上杉昇らをデビュー前に指導していたボイストレーナーである中上レイラの下、ボーカルスキルを磨く。
入学早々の学内オーディションからベスト・ボーカリストに選ばれるなど、その実力はすぐさま認められ、倉木麻衣やその他アーティストのバッキング・ボーカルを務める。この頃より本格的なプロとしての活動を開始する。
2007年、所属事務所を介してギタリスト・作曲家の黒田洋平と出会った後、早川雄介(ベース)、斎藤“サイ＋”有希(ドラム)が加入して、ロックバンド「DREAMPOLICE」を結成。2008年10月15日、DREAMPOLICEのボーカリストとして、ベルウッド・レコードより『VOICES』でメジャー・デビュー。その卓越した歌唱力で"天才ボーカリスト"と評される。
2011年8月3日、ソロ・プロジェクト「Scared Field」を始動。ドリーム・ヴィジョン/キングレコードよりデジタル配信限定シングル「Moonlight Rendezvous」をリリースする。安藤自身によるギター、プロデュースまで手掛けた作品ではあったが、アコースティック・サウンドでメロウな楽曲という事から、DREAMPOLICEの次回作やロック・テイストの楽曲を期待していたファン達の間で賛否両論が分かれた。
2013年、増田隆宣によるソロLIVEやバンドフェスティバルにゲスト・ボーカルとして参加する。
2015年7月8日、約4年振りにソロ名義としては初となるダブルA面シングル「Re:BORN/Missing You」をスタジオソングス/クラウン徳間ミュージック販売よりリリースする。プロデューサー/キーボード/増田隆宣、ギター/増崎孝司、ベース/篠田達也(猫騙)、ドラム/田中一光、コーラス/EMYがレコーディングに参加している。また、同年8月29日には、「リリース記念ライブ～Acoustic Ballad Showcase～」がアンコール渋谷で開催された。
2016年8月6日、増田隆宣主宰ライブイベント「T-fes」が横浜のプレミアホールで開催された際、スペシャル・ゲストとして参加。ソロデビュー曲「Re:BORN」と「Right Here Waiting」（リチャード・マークス）の2曲を歌唱した。
2018年10月22日、デビュー10周年を迎えるにあたってスペシャルサイトの発足と同時に、オリジナル・ラインアップでのDREAMPOLICE再集結と新曲リリースも合わせて同サイト上にて発表される。同年11月7日、マリオマネジメント/アマゾンレコードよりデビュー10周年記念シングル「Light My Way」をリリース。

## 評価
音楽プロデューサーの中島正雄は、「彼(安藤)の声はとても伸びやかで、ボーカリストであり同時にストーリーテラーとしての役割をこなして説得力をすごく感じられるものになっている。自分の世界を確立し、聞く者に安心感すら与える」と絶賛している。
音楽雑誌「Player」編集長の北村和孝は、「エモーショナルで、激しく歌い上げても気品溢れる歌声の魅力」を挙げている。

## ディスコグラフィー

### DREAMPOLICE
|          |     | 発売日        | タイトル     | 規格品番  | レーベル/レコード会社           |
| -------- | --- | ------------- | ------------ | --------- | ------------------------------- |
| シングル | 1st | 2018年11月7日 | Light My Way | MMCD-1008 | Mario Management/Amazon Records |

|                      |     | 発売日         | タイトル | 規格品番   | レーベル/レコード会社         |
| -------------------- | --- | -------------- | -------- | ---------- | ----------------------------- |
| オリジナル・アルバム | 1st | 2008年10月15日 | VOICES   | BMECD-1010 | Bellwood Records/KING RECORDS |

### Scared Field
|                          |     | 発売日       | タイトル             | レーベル/レコード会社    |
| ------------------------ | --- | ------------ | -------------------- | ------------------------ |
| デジタル配信限定シングル | 1st | 2011年8月3日 | Moonlight Rendezvous | DreamVision/KING RECORDS |

### 安藤誠之
|          |     | 発売日       | タイトル            | 規格品番   | レーベル/レコード会社                         |
| -------- | --- | ------------ | ------------------- | ---------- | --------------------------------------------- |
| シングル | 1st | 2015年7月8日 | Re:BORN/Missing You | YZSO-25009 | スタジオソングス/クラウン徳間ミュージック販売 |